# Vin (insjö)
Vin är en sjö i Åtvidabergs kommun i Östergötland och ingår i Motala ströms huvudavrinningsområde. Sjön har en area på 2,89 kvadratkilometer och ligger 77 meter över havet. Sjön avvattnas av vattendraget Sviestadsån (Huseån).
Sjön är belägen cirka 5–8 kilometer norr om Åtvidaberg, där Värna, Grebo och Åtvids socknar möts. Arean är 2,9 km². Sjön mäter cirka 5 kilometer i nordväst-sydostlig riktning. Endast i nordväst överstiger bredden en kilometer. I sjön finns några mindre öar.

## Delavrinningsområde
Vin ingår i delavrinningsområde (645868-151143) som SMHI kallar för Utloppet av Vin. Medelhöjden är 92 meter över havet och ytan är 24,92 kvadratkilometer. Räknas de 3 avrinningsområdena uppströms in blir den ackumulerade arean 76,37 kvadratkilometer. Sviestadsån (Huseån) som avvattnar avrinningsområdet har biflödesordning 2, vilket innebär att vattnet flödar genom totalt 2 vattendrag innan det når havet efter 97 kilometer. Avrinningsområdet består mestadels av skog (57 procent) och jordbruk (14 procent). Avrinningsområdet har 4,05 kvadratkilometer vattenytor vilket ger det en sjöprocent på 16,2 procent.